# 弗洛 (阿肯色州)
弗洛（英語：Furlow）是位於美國阿肯色州洛諾克縣的一個非建制地區。該地的面積和人口皆未知。

## 地理
弗洛的座標為34°49′49″N 91°58′50″W / 34.83028°N 91.98056°W，而該地的平均海拔高度為79米（即259英尺）。